# André Prud'homme
Pour les articles homonymes, voir Prud'homme.
André Prud'homme, né le 20 février 1920 à Paris (3e arrondissement) et mort à la base Dumont-d'Urville le 7 janvier 1959, est un ingénieur météorologue français disparu en terre Adélie dans une tempête de neige.

## Biographie

### Formation
André Maurice Prud'homme naît le 20 février 1920 dans le 3e arrondissement de Paris, de Maurice Prud'homme, vétérinaire, et de Germaine Dupont, sans profession. Après une enfance passée dans l'Oise, il poursuit ses études secondaires à Paris, et y entame des études supérieures scientifiques.
Celles-ci sont interrompues par la guerre : avec son unité, Prud'homme se trouve replié dans le Sud de la France, où son seul recours pour une démobilisation rapide est de s'engager dans les chantiers de jeunesse. Pour échapper au S.T.O., il prend le maquis en 1944, et s'engage dans le corps franc Pommiès avant de rejoindre la 1re armée de Lattre.
Le 1er février 1945, Prud'homme entre à l'Office national météorologique. Après un brillant stage d'ingénieur, il occupe différents postes, d'abord à Lyon-Bron, puis au service central de la météo à Paris en tant qu'ingénieur prévisionniste.
Son passage par Lyon donne à Prud'homme l'occasion de compléter son cursus universitaire. Sa thèse ès sciences — Sur la nature des phénomènes solaires susceptibles de modifier la circulation atmosphérique, un sujet original portant sur l'héliométéorologie, c'est-à-dire les rapports entre la météo terrestre et l'activité solaire — est soutenue à Lyon en 1950. L'année précédente, il a épousé à Norrent-Fontes (Pas-de-Calais) Jeanne Latrémolière (1920-1997), institutrice.

### Hivernage à Port-Martin (1951)

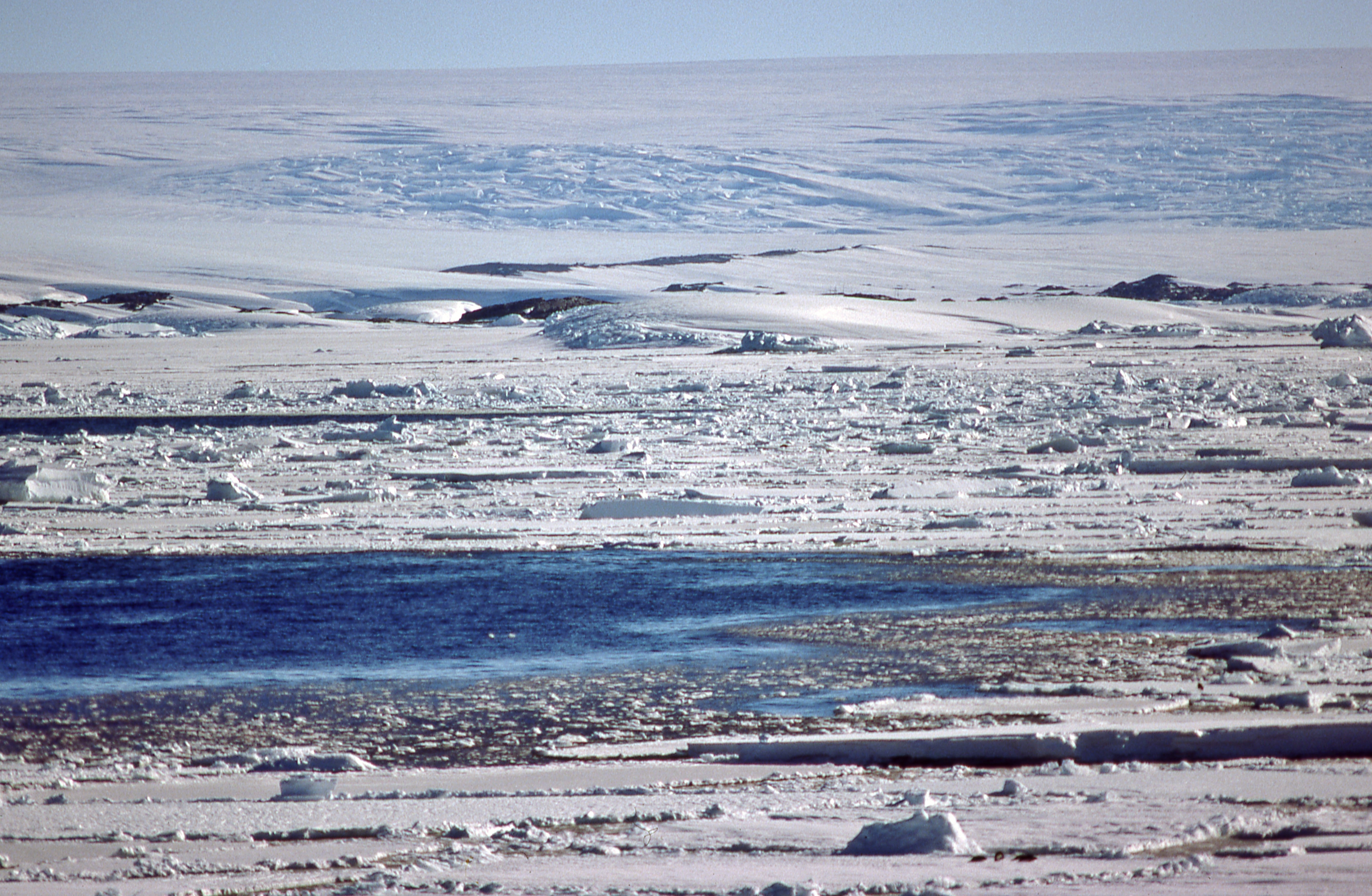
Aspect de la côte antarctique en été au voisinage de Port-Martin.

À une époque où n'existent ni satellites, ni radars adéquats, ni supercalculateurs, les prévisionnistes sont en quelque sorte « des aventuriers de la Science ». Rien d'étonnant à ce que, sa thèse en poche, Prud'homme demande son détachement aux Expéditions polaires françaises, et embarque à l'automne 1950 sur le Commandant Charcot pour participer à la 4e expédition antarctique française en terre Adélie (TA 4). Celle-ci, dirigée par Michel Barré, compte au total dix-sept membres qui vont passer douze mois à la base de Port-Martin établie en janvier 1950 dans l'est de la terre Adélie.

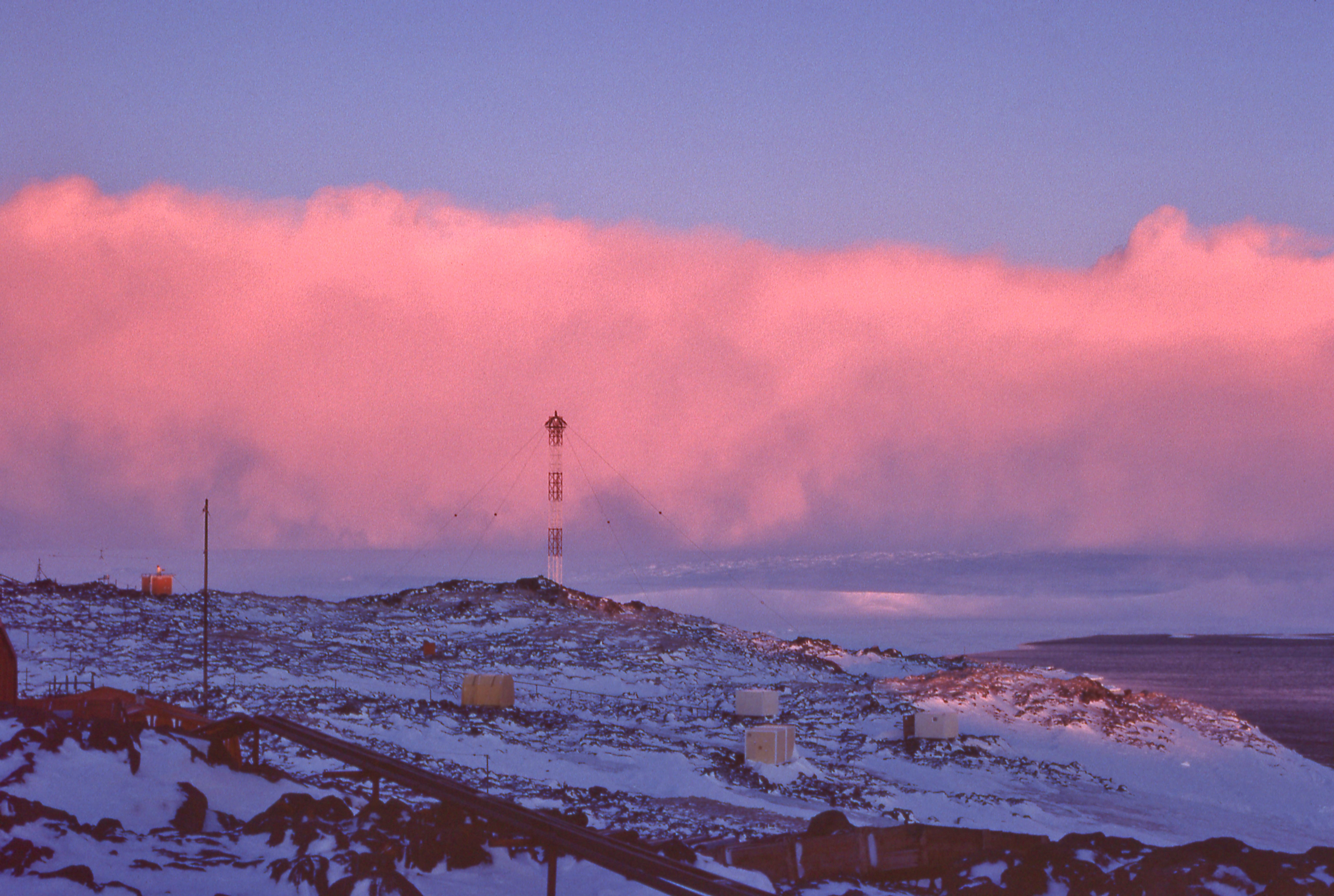
Arrivée d'un vent catabatique en terre Adélie, faisant déferler sur la côte un véritable mur de neige poudreuse de plusieurs centaines de mètres de hauteur.

Secondé par Robert Le Quinio, Prud'homme a la charge d'assurer 24 h sur 24 les observations météo pendant une année complète, à une époque où l'on ne dispose pas de relevés automatiques, et où il faut sortir toutes les trois heures — bien souvent dans le blizzard — pour consulter les instruments. Il côtoie aussi, dans l'équipe d'hivernage, le glaciologue et météorologue allemand Fritz Loewe (en), qui a donné son nom en aérologie au phénomène de Loewe, caractérisé par le calme plat qui s'établit parfois subitement lors d'un épisode de vents catabatiques, avant que le vent ne reprenne tout aussi soudainement. Prud'homme apprend vite à prévoir ces brusques changements de temps, et le second de l'expédition TA 4, Bertrand Imbert, se souvient qu'il n'avait pas son pareil pour « sentir venir la tempête, qui se déclenche [en terre Adélie] en un quart d'heure alors que le temps est merveilleusement beau », et avertissant judicieusement les hommes devant intervenir à l'extérieur de la base.
Le 23 janvier 1952, juste avant le rembarquement de l'expédition TA 4, Port-Martin est ravagée par un incendie, ce qui entraîne l'évacuation de la base par la mission de relève TA 5 — seuls sept hommes décident d'hiverner malgré tout dans la base annexe de Pointe-Géologie. De retour en France, Prud'homme s'attache, à partir de notes et de comptes rendus partiellement préservés, à reconstituer le maximum des documents météorologiques disparus dans l'incendie. Après un séjour de trois ans à Tananarive comme chef du service de prévision (1953-1955), il se consacre à l'exploitation des résultats obtenus à Port-Martin et à Pointe-Géologie au cours des trois hivernages 1950-1952,.

### Hivernage à Dumont-d'Urville (1958)

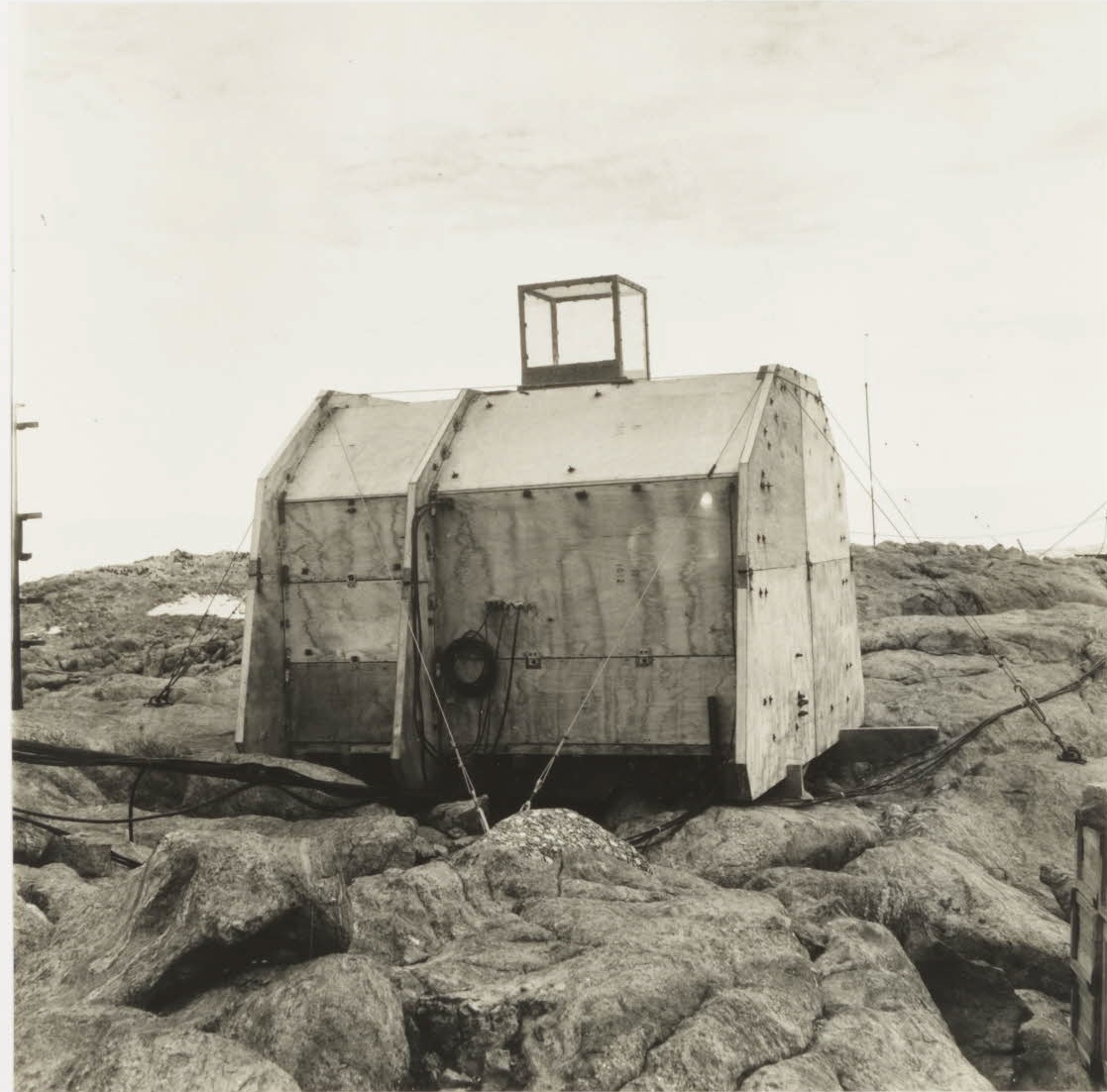
Ancien abri datant de l’A.G.I. (1957-1958), et destiné à l'observation du ciel nocturne.

L'Année géophysique internationale (A.G.I.), qui est prévue se dérouler de juillet 1957 à décembre 1958, va fournir à Prud'homme l'occasion d'un retour en Antarctique. Dans ce cadre exceptionnel de coopération entre 67 nations, trois expéditions vont se succéder en terre Adélie : la première (TA 6), menée par Robert Guillard, établit en janvier 1956 la base Dumont-d'Urville à 65 km à l'ouest de l'ancienne base de Port-Martin, et y prend ses quartiers d'hiver ; en 1957, Bertrand Imbert est à la tête du second hivernage (TA 7) ; et c'est avec enthousiasme que Prud'homme embarque au Havre à l'automne 1957 sur le phoquier norvégien Norsel (en) avec l'expédition TA 8 qui va relever la précédente.
Cet hivernage de 1958 est placé sous la responsabilité de Gaston Rouillon. Il compte 23 personnes, et Prud'homme est de nouveau responsable de la section météo. De ses observations tout au long de l'hivernage vont résulter trois notes qu'il compte présenter à un symposium de météorologie antarctique devant se tenir à Melbourne en février 1959,. La troisième et la plus substantielle revient sur le « phénomène de Loewe » et en fournit une nouvelle interprétation.
Mais, en arrivant à Dumont-d'Urville le 7 janvier 1958, Prud'homme ne se doute pas de ce qui va lui arriver un an plus tard, jour pour jour.

### Disparition
Il a beaucoup neigé en terre Adélie en ce début d'été 1958-1959. Le 7 janvier 1959 à 15 h 30, Prud'homme sort pour relever ses instruments. Le vent souffle à près de 100 km h−1 en faisant tourbillonner la neige poudreuse. Mais ce sont là des conditions presque habituelles à Dumont-d'Urville, même en plein été. Au bout d'un certain temps, inquiets de ne pas le voir revenir, ses camarades partent à sa recherche dans la tempête, et tentent pendant 18 h d'affilée de le retrouver. Mais il n'y a nulle part trace de son passage : Prud'homme a disparu à quelques centaines de mètres de la base. Des recherches en mer, tout aussi infructueuses, sont effectuées dès le lendemain par les baleinières du Norsel, le bateau de relève qui vient d'arriver, puis par deux hélicoptères Djinn. Bertrand Imbert, alors chef des expéditions de l'A.G.I., considérait Prud'homme comme « le plus prudent de nous tous ». Une hypothèse est que celui-ci ait voulu observer de trop près l'état de la mer — dans le but d'en tenir informé le Norsel alors à l'approche — et qu'il ait glissé sur un rocher englacé masqué par la neige.
Dans la citation à l'ordre de la Nation promulguée le 20 janvier 1959 au Journal officiel, le Premier ministre Michel Debré évoque un « chercheur infatigable, d'une conscience exceptionnelle, aimé et
estimé de tous ses compagnons ».

## Distinctions et postérité
- Citation à l'ordre de la Nation (17 janvier 1959)[18] ;
- Croix Prud'homme, érigée à la pointe nord-ouest de l'île des Pétrels, à l'endroit probable de sa disparition ; monument historique officiellement répertorié par le secrétariat du traité sur l’Antarctique[19] ;
- Cap André-Prud'homme (ou, plus couramment, « cap Prud'homme »), l'un des rares points de débarquement et d'accès possibles au continent antarctique[20] au voisinage de la base Dumont-d'Urville ;
- Prix André-Prud'homme, fondé en 1992[21] et décerné chaque année par la Société météorologique de France[22] ;
- Salle André-Prud'homme au Centre national de recherches météorologiques de Toulouse, inaugurée en 1993[23] ;
- Un timbre à son effigie a été émis en 1993 par le service philatélique des Terres australes et antarctiques françaises[21] (2,50 F bleu, rouge et noir ; Y&T no 183A).